# Tir aux Jeux paralympiques d'été de 2020
Navigation
Rio de Janeiro 2016 Paris 2024
Les épreuves de tir des Jeux paralympiques d'été de 2020 qui devaient avoir lieu du 31 août 2020 au 6 septembre 2020 à Tokyo au Stand de Tir olympique d'Asaka ont été reportées à 2021. Treize épreuves sont prévues avec quatre au pistolet et neuf en carabine.

## Classification
Les tireurs paralympiques sont classés en fonction de leur degré de handicap Le système de classification permet aux tireurs de rivaliser avec les autres avec le même niveau de fonction.
La classification des handicaps en tir. est :
- SH1 : athlètes capables de porter le pistolet ou la carabine
- SH2 : athlètes requérant un support pour le pistolet ou la carabine.

Les épreuves au pistolet ne concernent que la catégorie SH1 ; les déficients visuels (SH-VI) n'ont pas d'épreuves paralympiques tout comme la discipline du trap.
L'épreuve de 25 mètres combine une manche en tir de précision et une manche en tir de vitesse.

## Calendrier
| F | Jour de finale |

| Tir aux Jeux paralympiques de 2020 | Tir aux Jeux paralympiques de 2020 | Tir aux Jeux paralympiques de 2020 | Tir aux Jeux paralympiques de 2020 | Tir aux Jeux paralympiques de 2020 | Tir aux Jeux paralympiques de 2020 | Tir aux Jeux paralympiques de 2020 | Tir aux Jeux paralympiques de 2020 | Tir aux Jeux paralympiques de 2020 | Tir aux Jeux paralympiques de 2020 | Tir aux Jeux paralympiques de 2020 | Tir aux Jeux paralympiques de 2020 | Tir aux Jeux paralympiques de 2020 | Tir aux Jeux paralympiques de 2020 | Tir aux Jeux paralympiques de 2020 | Tir aux Jeux paralympiques de 2020 | Tir aux Jeux paralympiques de 2020 | Tir aux Jeux paralympiques de 2020 | Tir aux Jeux paralympiques de 2020 | Tir aux Jeux paralympiques de 2020 | Tir aux Jeux paralympiques de 2020 | Tir aux Jeux paralympiques de 2020 |
| Août - septembre 2020              | Août - septembre 2020              | Août - septembre 2020              | Lun 30                             | Mar 31                             | Mer 1                              | Jeu 2                              | Ven 3                              | Sam 4                              | Dim 5                              |                                    |                                    |                                    |                                    |                                    |                                    |                                    |                                    |                                    |                                    |                                    |                                    |
| ---------------------------------- | ---------------------------------- | ---------------------------------- | ---------------------------------- | ---------------------------------- | ---------------------------------- | ---------------------------------- | ---------------------------------- | ---------------------------------- | ---------------------------------- | ---------------------------------- | ---------------------------------- | ---------------------------------- | ---------------------------------- | ---------------------------------- | ---------------------------------- | ---------------------------------- | ---------------------------------- | ---------------------------------- | ---------------------------------- | ---------------------------------- | ---------------------------------- |
| Carabine                           |                                    |                                    |                                    |                                    |                                    |                                    |                                    |                                    |                                    |                                    |                                    |                                    |                                    |                                    |                                    |                                    |                                    |                                    |                                    |                                    |                                    |
| hommes                             | hommes                             | hommes                             | 10m debout SH1                     |                                    |                                    |                                    | 50m 3positions SH1                 |                                    |                                    |                                    |                                    |                                    |                                    |                                    |                                    |                                    |                                    |                                    |                                    |                                    |                                    |
| femmes                             | femmes                             | femmes                             | 10m debout SH1                     |                                    |                                    |                                    | 50m 3positions SH1                 |                                    |                                    |                                    |                                    |                                    |                                    |                                    |                                    |                                    |                                    |                                    |                                    |                                    |                                    |
| mixte                              | mixte                              | mixte                              | 10m debout SH2                     |                                    | 10m couché SH1                     |                                    |                                    | 50m couché SH2                     | 50m couché SH1                     |                                    |                                    |                                    |                                    |                                    |                                    |                                    |                                    |                                    |                                    |                                    |                                    |
| mixte                              | mixte                              | mixte                              | 10m debout SH2                     | 10m couché SH2                     |                                    |                                    |                                    | 50m couché SH2                     | 50m couché SH1                     |                                    |                                    |                                    |                                    |                                    |                                    |                                    |                                    |                                    |                                    |                                    |                                    |
| Pistolet                           |                                    |                                    |                                    |                                    |                                    |                                    |                                    |                                    |                                    |                                    |                                    |                                    |                                    |                                    |                                    |                                    |                                    |                                    |                                    |                                    |                                    |
| hommes                             | hommes                             | hommes                             |                                    | 10m SH1                            |                                    |                                    |                                    |                                    |                                    |                                    |                                    |                                    |                                    |                                    |                                    |                                    |                                    |                                    |                                    |                                    |                                    |
| femmes                             | femmes                             | femmes                             |                                    | 10m SH1                            |                                    |                                    |                                    |                                    |                                    |                                    |                                    |                                    |                                    |                                    |                                    |                                    |                                    |                                    |                                    |                                    |                                    |
| mixte                              | mixte                              | mixte                              |                                    |                                    |                                    | 25m SH1                            |                                    | 50m SH1                            |                                    |                                    |                                    |                                    |                                    |                                    |                                    |                                    |                                    |                                    |                                    |                                    |                                    |

## Résultats

### Podiums

#### Hommes
| Pistolet à 10 m air comprimé SH1        | Yang Chao (CHN) 237.9 pts PR            | Huang Xing (CHN) 237.5 pts        | Singhraj Adhana (IND) 216.8 pts |  |  |  |
|                                         |                                         |                                   |                                 |  |  |  |
| Carabine à 10 m air comprimé debout SH1 | Dong Chao (CHN) 246.4 pts PR            | Andrii Doroshenko (UKR) 245.1 pts | Park Jin-ho (KOR) 224.5 pts     |  |  |  |
| Carabine à 50 m 3 positions SH1         | Abdulla Sultan Alaryani (UAE) 453.6 pts | Laslo Šuranji (SRB) 452.9 pts     | Shim Young-jip (KOR) 442.2 pts  |  |  |  |

#### Femmes
| Pistolet à 10 m air comprimé SH1        | Sareh Javanmardi (IRI) 239.2 pts WR | Ayşegül Pehlivanlar (TUR) 234.5 pts | Krisztina Dávid (HUN) 210.5 pts |  |  |  |
|                                         |                                     |                                     |                                 |  |  |  |
| Carabine à 10 m air comprimé debout SH1 | Avani Lekhara (IND) 249.6 pts PR    | Zhang Cuiping (CHN) 248.9 pts       | Iryna Shchetnik (UKR) 227.5 pts |  |  |  |
| Carabine à 50 m 3 positions SH1         | Zhang Cuiping (CHN) 457.9 pts PR    | Natascha Hiltrop (GER) 457.1 pts    | Avani Lekhara (IND) 445.9 pts   |  |  |  |

#### Mixte
| Pistolet à 25 m SH1                     | Huang Xing (CHN) 27 pts PR             | Szymon Sowiński (POL) 21 pts          | Oleksii Denysiuk (UKR) 20 pts                  |  |  |  |
| Pistolet à 50 m SH1                     | Manish Narwal (IND) 218.2 pts PR       | Singhraj (IND) 216.7 pts              | Sergey Malyshev (RPC) 196.8                    |  |  |  |
|                                         |                                        |                                       |                                                |  |  |  |
| Carabine à 10 m air comprimé couché SH1 | Natascha Hiltrop (GER) 253.1 pts PR    | Park Jin-ho (KOR) 253 pts             | Iryna Shchetnik (UKR) 231.2 pts                |  |  |  |
| Carabine à 10 m air comprimé couché SH2 | Dragan Ristić (SRB) 255.5 pts PR       | Vasyl Kovalchuk (UKR) 254.7 pts       | Franček Gorazd Tiršek (SLO) 232.4 pts          |  |  |  |
| Carabine à 10 m air comprimé debout SH2 | Philip Jönsson (SWE) 252.8 pts PR      | Franček Gorazd Tiršek (SLO) 252.4 pts | Andrea Liverani (ITA) 230.7 pts                |  |  |  |
| Carabine à 50 m couché SH1              | Veronika Vadovičová (SVK) 248.9 pts PR | Anna Normann (SWE) 248.5 pts          | Juan Antonio Saavedra Reinaldo (ESP) 205.0 pts |  |  |  |
| Carabine à 50 m couché SH2              | Dragan Ristic (SRB) 252.7 pts PR, WR   | Zdravko Savanovic (SRB) 250.1 pts     | Vasyl Kovalchuk (UKR) 228.9 pts                |  |  |  |

### Tableau des médailles
| Rang  | Nation              | Or | Argent | Bronze | Total |
| ----- | ------------------- | -- | ------ | ------ | ----- |
| 1     | Chine               | 4  | 2      | 0      | 6     |
| 2     | Serbie              | 2  | 2      | 0      | 4     |
| 3     | Inde                | 2  | 1      | 1      | 5     |
| 4     | Allemagne           | 1  | 1      | 0      | 2     |
| 4     | Suède               | 1  | 1      | 0      | 2     |
| 6     | Iran                | 1  | 0      | 0      | 1     |
| 6     | Slovaquie           | 1  | 0      | 0      | 1     |
| 6     | Émirats arabes unis | 1  | 1      | 1      | 1     |
| 9     | Ukraine             | 0  | 2      | 4      | 6     |
| 10    | Corée du Sud        | 0  | 1      | 2      | 3     |
| 11    | Slovénie            | 0  | 1      | 1      | 2     |
| 12    | Pologne             | 0  | 1      | 0      | 1     |
| 12    | Turquie             | 0  | 1      | 0      | 1     |
| 14    | Espagne             | 0  | 0      | 1      | 1     |
| 14    | Hongrie             | 0  | 0      | 1      | 1     |
| 14    | Italie              | 0  | 0      | 1      | 1     |
| 14    | RPC                 | 0  | 0      | 1      | 1     |
| Total | Total               | 13 | 13     | 13     | 39    |